# Grand Prix Hassan II 2025
Grand Prix Hassan II 2025 — тенісний турнір, що проходив на ґрунтових кортах у місті Марракеш, Марокко з 31 березня до 6 квітня. Належав до категорії ATP 250.

## Фінальна частина

### Одиночний розряд
Лук'яно Дардері —  Таллон Ґрікспор 7–6(7–3), 7–6(7–4)

### Парний розряд
Петр Ноуза /  Патрік Рікль —  Юго Нис /  Едуар Роже-Васслен 6–3, 6–4